# Edmodo
Az Edmodo egy biztonságos, oktatásra szakosodott ismeretségi hálózat, amit tanárok, diákok és szülők is használhatnak.

## Jellemzői
Szerkezete hasonlít a Facebook-hoz. A tanárok csoportokat és alcsoportokat hozhatnak létre, házi feladatokat, segédanyagokat, felmérőket küldhetnek a diákoknak, osztályozhatják a diákok tevékenységét. Ez Edmodo-t használva a tanárok egymással is tarthatják a kapcsolatot, ötleteket, módszereket, szemléltető eszközöket cserélhetnek egymással, közösségeket hozhatnak létre. A csoportokba bejelentkezett diákok az interneten keresztül hozzáférhetnek a tanárok által előkészített segédanyagokhoz, letölthetik házi feladatukat, elküldhetik tanáraiknak, ellenőrizhetik jegyeiket és kapcsolatot tarthatnak úgy a tanárokkal, mint diáktársaikkal is. Minden diáknak egyedi kódja van, ami biztonságossá teszi a hálózat használatát. A szülők láthatják gyerekük jegyeit, a tanár által kijavított felmérőket és kapcsolatba léphetnek a tanárral.

## Története
Az Edmodo-t Jeff O’Hara és Nicolas Borg chicagói szakemberek alkották meg 2008 szeptemberében azzal a céllal, hogy biztonságos ismeretségi hálót biztosítsanak a tanárok és diákok számára. Az eredeti változatot folyamatosan bővítették: 2010-ben létrehozták a közösségi oldalakat (subject és publisher), megalkották a digitális könyvtárat, fejlesztették a szövegszerkesztőt. A legutolsó változat 2012 decemberében jelent meg.

## Felhasználói segédletek

### Tanárok
A tanár az Edmodo használatát egy ingyenes regisztrálással kezdi, majd csatlakozása után létrehozhatja profilját. Ezután nekiállhat a csoportok alkotásának a „create” gombbal. Minden csoportnak nevet adhat, a rendszer pedig egy kódot generál minden egyes csoportnak. Ezzel a kóddal fognak a diákok csatlakozni a csoporthoz. A tanár csatlakozhat már létező csoporthoz is, ilyenkor „join” gombot kell használja, ebben az esetben viszont ismernie kell a kódot.
A felhasználó tanár rendelkezésére áll a digitális könyvtár, amit egyenként maximum 200 Mb-os képpel, videóklippel, vagy szöveggel tölthet fel. A könyvtár anyaga megosztható bármelyik csoporttal. A képek szerkesztéséhez felhasználhatja az Apps menüben levő szerkesztőt, és ugyaninnen lehívhatja a School Tube videomegosztót is.
A tanár az üzenőfalról üzeneteket küldhet az „Alert” gombbal, házi feladatokat az „Assignment” gombbal és teszteket a ”Quiz” gombbal egész csoportnak egyszerre, vagy külön valamelyik diáknak. A tesztek szerkesztésénél figyelembe kell vegyük a diákok válaszlehetőségeit, ezért a kérdés megfogalmazása után választanunk kell a következő lehetőségek közül: többszörös választás (multiple choice), logikai (true, false), rövid válasz (a diák fogalmazza meg), illetve behelyettesítés. A legújabb változatba beépítették a „Randomize” gombot, ami a tesztek kérdéseit random módra osztja ki a diákok között és ezzel nehezebbé teszi a másolást. A diákok válaszait (a rövid válaszok kivételével) a rendszer automatikusan kijavítja, a rövid válaszokat viszont a tanárnak kell értékelnie. A felmérők értékelése után a rendszer százalékos sikerarányt számít minden egyes kérdésre, valamint kiszámítja a csoport átlagát.
A rendszer lementi a diákok eredményeit is: ezek az üzenőfalról elérhető „Progress” menüben találhatók. Ebben a menüben látható minden diák minden minősítése, a diák általánosa és a diák jegyeinek idő függvényében való változása.
Mód van arra is, hogy a csoportok eredményeit Excel formátumba exportálhassuk. A legújabb változatban a csoportokat alcsoportokra oszthatjuk.
A legújabb változatban a tanár csatlakozhat különböző közösségekhez, csatlakozása után pedig ötleteket, képeket, szövegeket oszthat meg a csoport tagjaival. Újdonságnak számítanak az „Insights” és „Discover” gombok is. Az „Insights” gombra rákattintva a tanár látni fogja diákjainak „lelkiállapotát”, amit a rendszer hangulatjel formájában közöl. A „Discover” gomb közvetlenül rávezet olyan tartalmú fájlokra, amik hasonlóak a tanár által kiválasztott csoport sajátosságaival.

### Diákok
A diák ingyen csatlakozhat a tanár által létrehozott csoportokhoz. Előbb regisztrálnia kell magát, majd a „join” gombbal csatlakozhat egy bizonyos csoporthoz, aminek a kódját ismernie kell. Ezután létrehozhatja a saját profilját. A diáknak is rendelkezésre áll egy könyvtár, amit „Backpack” gombbal érhet el. Itt szöveget, képeket, videóklipeket menthet le, ezekhez pedig megoszthatja a csoporttársaival vagy a tanárával. A diák üzenőfalán megjelennek a tanár és csoporttársai üzenetei, a tanár által elküldött házi feladatok és a tesztek. Az üzenőfalról elérhető még az irattartó, amit a „Folder” címszó alatt van. Ebbe az irattartóba a tanár szövegeket, képeket, videóklipeket, animációkat helyezhet el. Ha a diák a jegyeit akarja megtekinteni, akkor az üzenőfalon levő „Progress” gombot kell megnyomnia: itt minden jegye meg fog jelenni, sőt látni fogja jegyeinek időbeli változását és általánosát is. A „Planner” gomb egy naptárat nyit meg, ahol a diák láthatja a már megtörtént és az elkövetkezendő események dátumát. A házi feladatokat és teszteket –megoldásuk után- a „Submit” gombbal küldi el a tanárnak. A legújabb változatban a diák véleményt mondhat a házi feladatokról és tesztekről, ezeket a véleményeket a rendszer összegezi, így a tanár állandóan figyelemmel kísérheti a diákok hozzáállását a tantárgyához.

### Szülők
A szülők ingyen regisztrálhatnak, majd a szülői kód segítségével csatlakozhatnak a rendszerre. Üzenőfaluk azonos a gyerekével, tehát azon minden megjelenik, amit a tanár, vagy a diáktársak küldenek. Az üzenőfal felett öt emlékeztető található: a házi feladat elküldésének határideje (Assignment date), későn elküldött házi feladatok (Late assignment), új jegyek (New grades), soron következő események (Upcoming events) és a tanár házi feladatokkal kapcsolatos megjegyzései (Assignment comment). A szülő a profilja beállításánál azt is kérheti, hogy gyereke új jegyeit a rendszer e-mailen keresztül is elküldje. A szülő láthatja tehát gyereke tevékenységét, a gyerek jegyeit és a tanárnak a házi feladatokkal és tesztekkel kapcsolatos megjegyzéseit.

## Alkalmazás
Az Edmodo-t az oktatás bármelyik szakaszában felhasználhatjuk. Legtöbbször házi feladatok, segédanyagok és tesztek elküldésére használható, de nagyon hatékony kapcsolattartási lehetőséget is jelenthet a tanárok és diákok számára. Irodalomórákon a tanárok arra ösztönözhetik a tanulókat, hogy bemutassák egymásnak szövegelemzéseiket, megjegyzéseket fűzzenek a bemutatott szövegekhez, együttműködjenek tanáraikkal és a csoporttársaikkal eredeti szövegek megalkotásában. A természettudományok oktatásánál lehetőséget ad multimédiás alkalmazások beágyazására, ami növelheti a diákok motivációját és a tanulás hatékonyságát. Ugyanakkor nagyon hatékony eszköz a diákok tudásszintjének a felmérésére. A tanár munkáját nagymértékben megkönnyíti azáltal, hogy a teszteket automatikusan kijavítja, az eredményeket pedig statisztikailag feldolgozza. Az Edmodo használata arra is megtanítja a diákokat, hogy tartsák be az internet használatának etikai normáit.